# Communauté rurale de Sagna
Pour les articles homonymes, voir Sagna.
La communauté rurale de Sagna est une communauté rurale du Sénégal située au centre du pays. 
Elle fait partie de l'arrondissement de Sagna, du département de Malem Hodar et de la région de Kaffrine.